# Berberaffe
Der Berberaffe (Macaca sylvanus), auch Magot genannt, ist eine Makakenart aus der Familie der Meerkatzenverwandten. Er ist vor allem dafür bekannt, dass er außer dem Menschen die einzige freilebende Primatenart Europas ist.

## Beschreibung

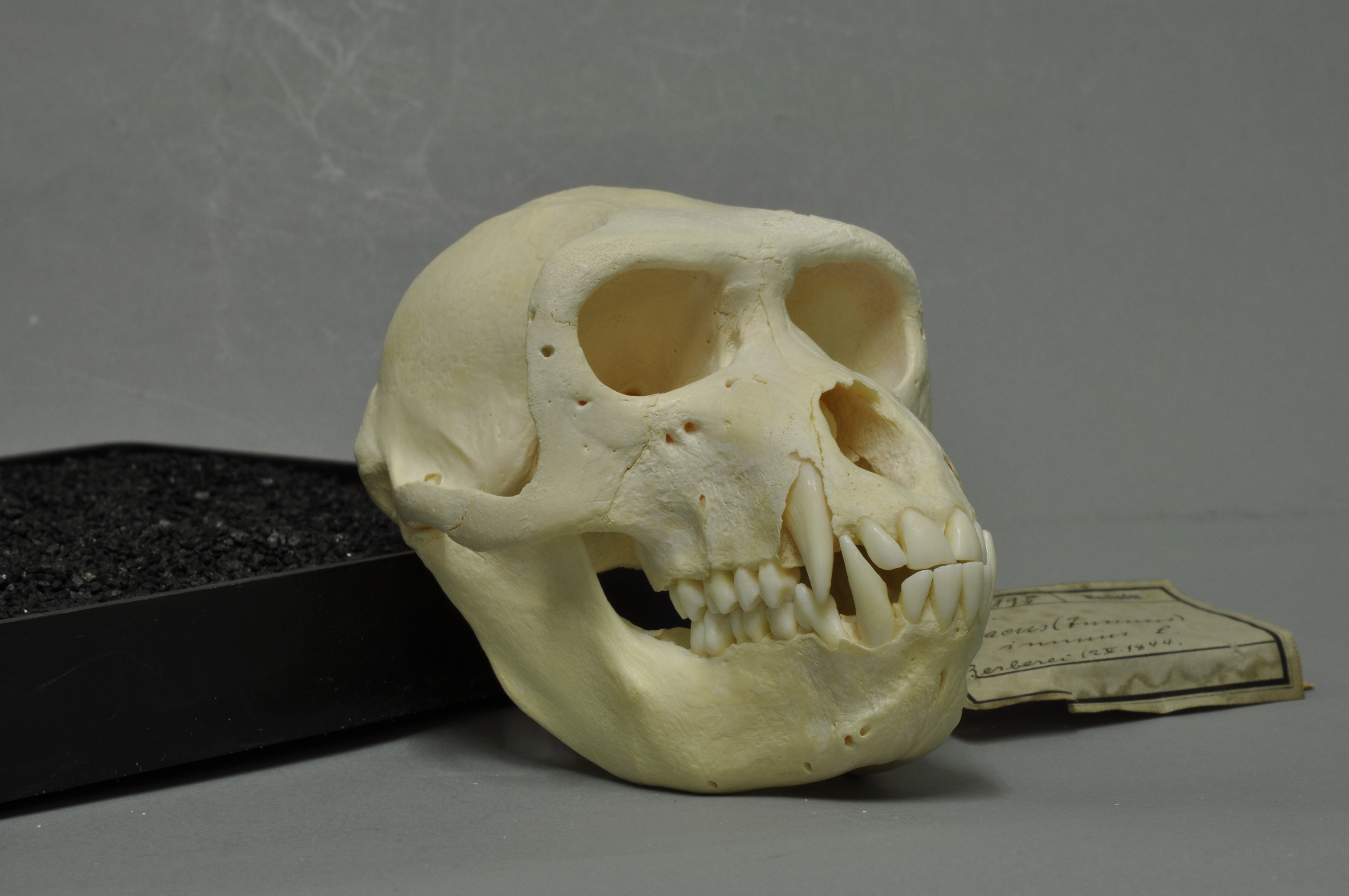
Schädel

Berberaffen erreichen eine Kopfrumpflänge von 55 bis 63 Zentimetern und ein Gewicht von 9,9 bis 14,5 Kilogramm. Männchen werden deutlich schwerer als Weibchen und haben deutlich längere Eckzähne als die Weibchen. Das Fell dieser Tiere ist einheitlich gelblich-braun oder graubraun gefärbt, das Gesicht ist dunkelrosa. Wie alle Makaken haben sie Backentaschen zum Verstauen der Nahrung. Berberaffen sind schwanzlos.

## Verbreitung und Lebensraum

Verbreitungsgebiet des Berberaffen in Nordafrika

Berberaffen leben als einzige Makakenart nicht in Asien, sondern im Rifgebirge und im Mittleren Atlas in Marokko und in der großen und kleinen Kabylei in Algerien, in Höhen von 400 bis 2300 Metern über dem Meeresspiegel, sowie in Gibraltar – die dortige Population wurde jedoch vom Menschen eingeführt. Lebensraum dieser Tiere sind Eichen-, Tannen- und Zedernwälder, mit Atlas-Zeder, Spanischer Tanne, Algerischer Eiche, Korkeiche, Portugiesischer Eiche und Steineiche als dominierende Baumarten. Der Berberaffe kommt auch mit felsigem, zerklüftetem Terrain gut zurecht.
In den Warmzeiten des Mittel- und Altpleistozän kam der Berberaffe auch im südlichen, westlichen und mittleren Europa vor. Fossile Nachweise der Art gibt es unter anderem aus Norditalien, von Sardinien, aus Deutschland, Kroatien, Österreich, dem westlichen Rumänien, aus der Slowakei, Tschechien, Ungarn und vom Grund der damals noch trockenen Nordsee.

## Lebensweise
Berberaffen können gut klettern, verbringen aber einen Großteil des Tages auf dem Boden. Wie alle Altweltaffen sind sie tagaktiv.

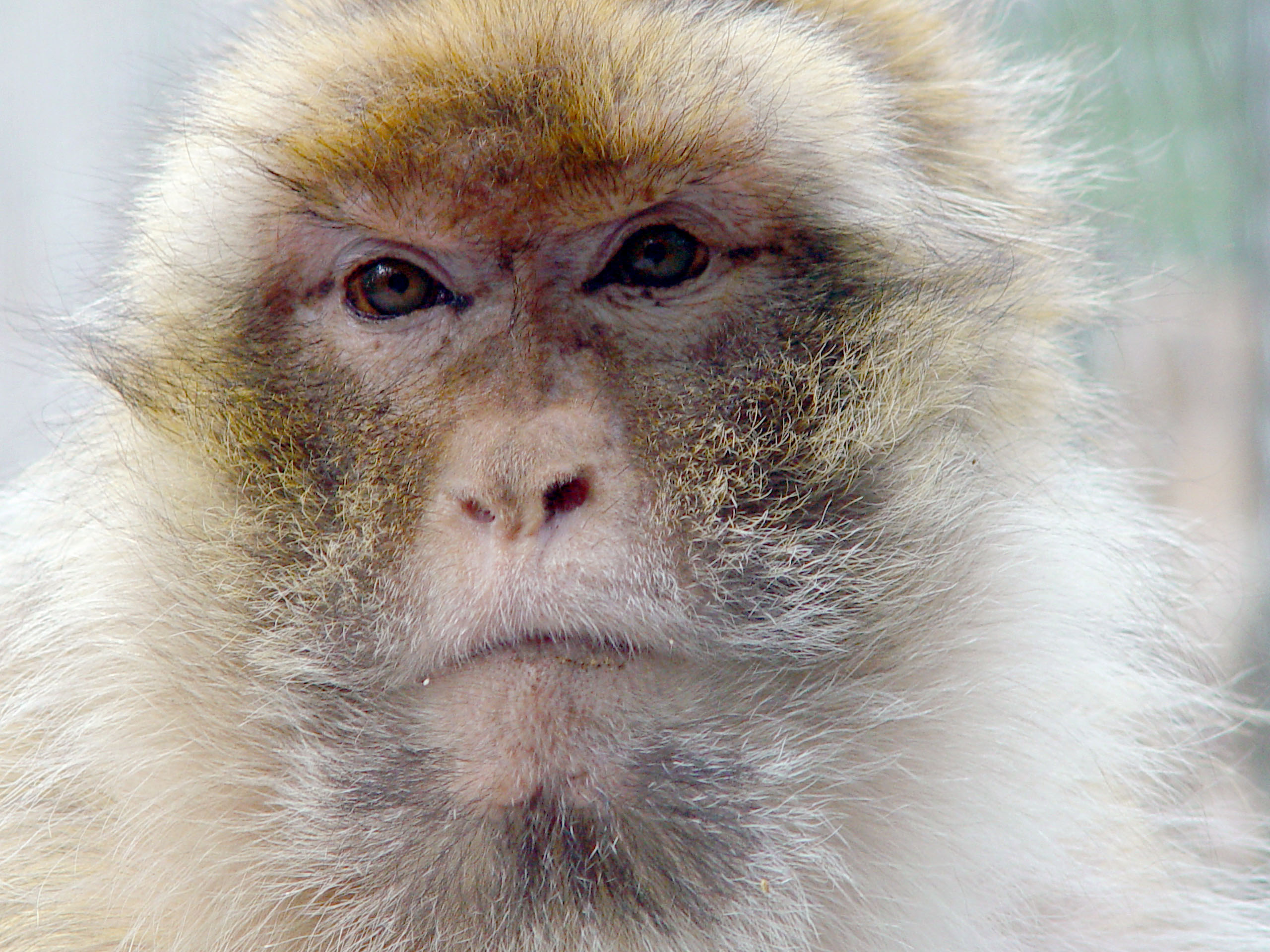
Kopf eines alten Weibchens

Sie leben wie alle Makaken in Gruppen, deren Größe variabel ist, die übliche Größe beläuft sich auf 12 bis 88 Tiere. Berichten zufolge spalten sich Gruppen in kleinere Einheiten auf, wenn sie zu groß werden. Da die Weibchen zeitlebens in ihrer Geburtsgruppe bleiben, bilden in der Regel einige nahe verwandte Weibchen den Kern der Gruppe. Die Männchen etablieren eine Hierarchie durch Kämpfe, die stärksten und beliebtesten Männchen werden dominant und leiten die Gruppe. Dominante Männchen genießen Vorrechte beim Futter und bei der Paarung, prinzipiell kann sich aber jedes Männchen fortpflanzen. Es sind territoriale Tiere, die Größe des Reviers ist variabel und hängt unter anderem vom Nahrungsangebot und von menschlichen Störungen ab.

## Nahrung
Berberaffen sind Allesfresser, die Früchte, Samen, Blätter, Kräuter, Knospen, Flechten, Pilze und Wurzeln, aber auch gelegentlich Insekten (Ameisen, Käfer, Motten, Schmetterlinge, Raupen, Termiten, Wasserläufer), Vogeleier, Würmer, Tausendfüßer, Spinnen oder auch Skorpione zu sich nehmen. Die Nahrungssuche nimmt etwa ein Viertel ihrer aktiven Zeit in Anspruch. In den kühleren Wintermonaten bilden Rinde und Baumnadeln einen wichtigen Nahrungsbestandteil.

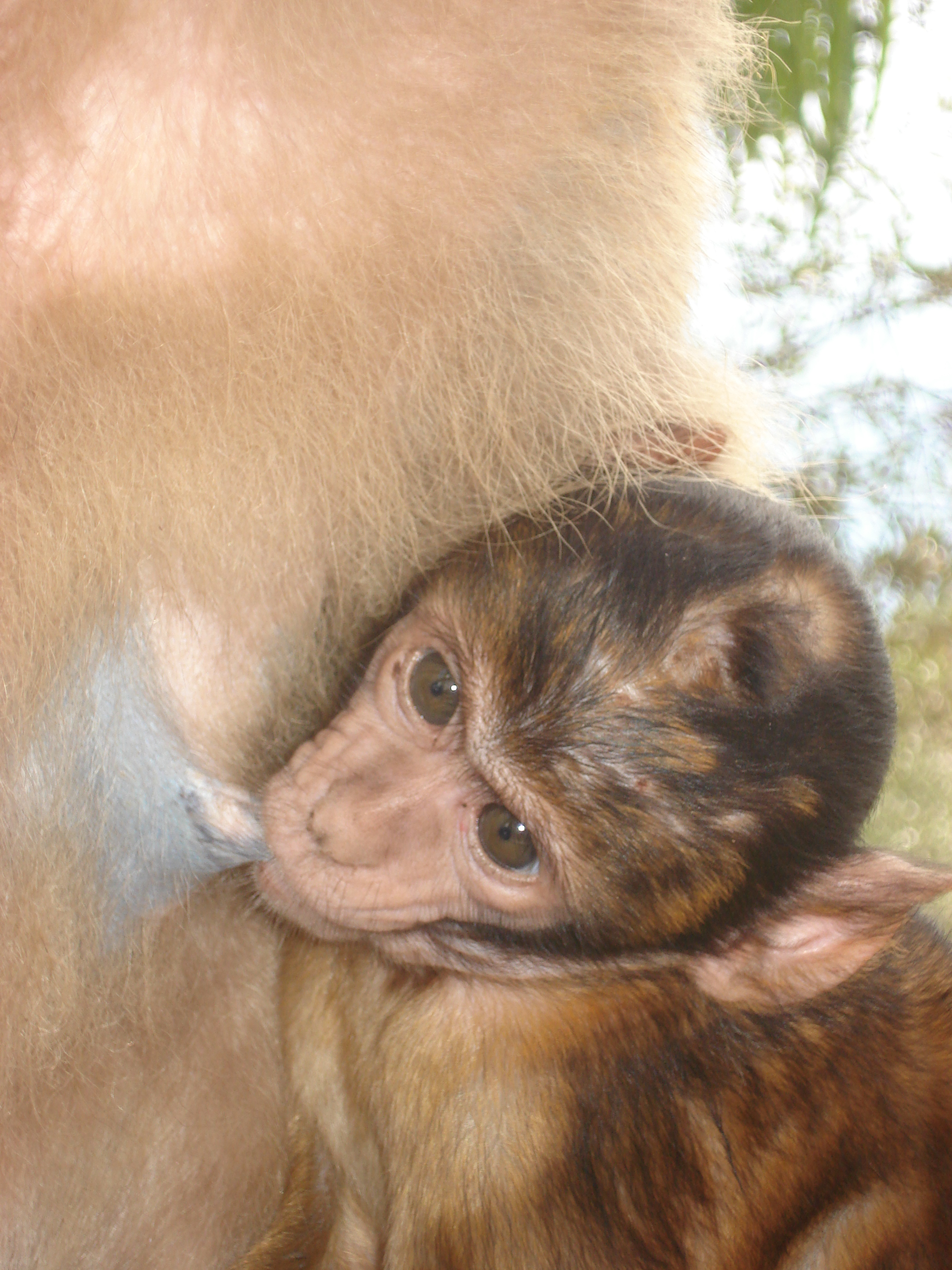
Saugendes Jungtier

## Fortpflanzung
Vorrangig paaren sich die Weibchen mit den höhergestellten Männchen, obwohl sich vielfach alle männlichen Tiere fortpflanzen. Es gibt keine feste Paarungszeit; diese hängt von den klimatischen Bedingungen ab. Nach einer rund 165-tägigen Tragzeit bringt das Weibchen meist ein einzelnes Jungtier, sehr selten aber auch Zwillinge, zur Welt. Die Neugeborenen wiegen rund 500 Gramm und haben ein dünnes, schwarzes Fell, das sich innerhalb von 4 Monaten hellbraun umfärbt, bis sie die Farbe der Erwachsenen haben.
Bedingt durch das promiskuitive Paarungsverhalten kümmern sich auch die Männchen um die Jungtiere. Sie pflegen deren Fell, tragen sie herum und spielen mit ihnen, ohne zu wissen, ob sie tatsächlich der Vater sind.
Nach rund sechs bis zwölf Monaten werden die Jungtiere entwöhnt. Weibchen werden mit 4 bis 6 Jahren und Männchen mit 5 bis 8 Jahren geschlechtsreif; die Männchen müssen zu diesem Zeitpunkt ihre Geburtsgruppe verlassen. Berberaffen können 20 bis 30 Jahre alt werden. Am Affenberg Salem in Deutschland, wo 200 Individuen in 3 Clans und ein Teil der Weibchen mit hormoneller Empfängnisverhütung leben, wurde eine Lebenserwartung von 25 Jahren für Männchen und etwa 30 für Weibchen beobachtet.

## Systematik

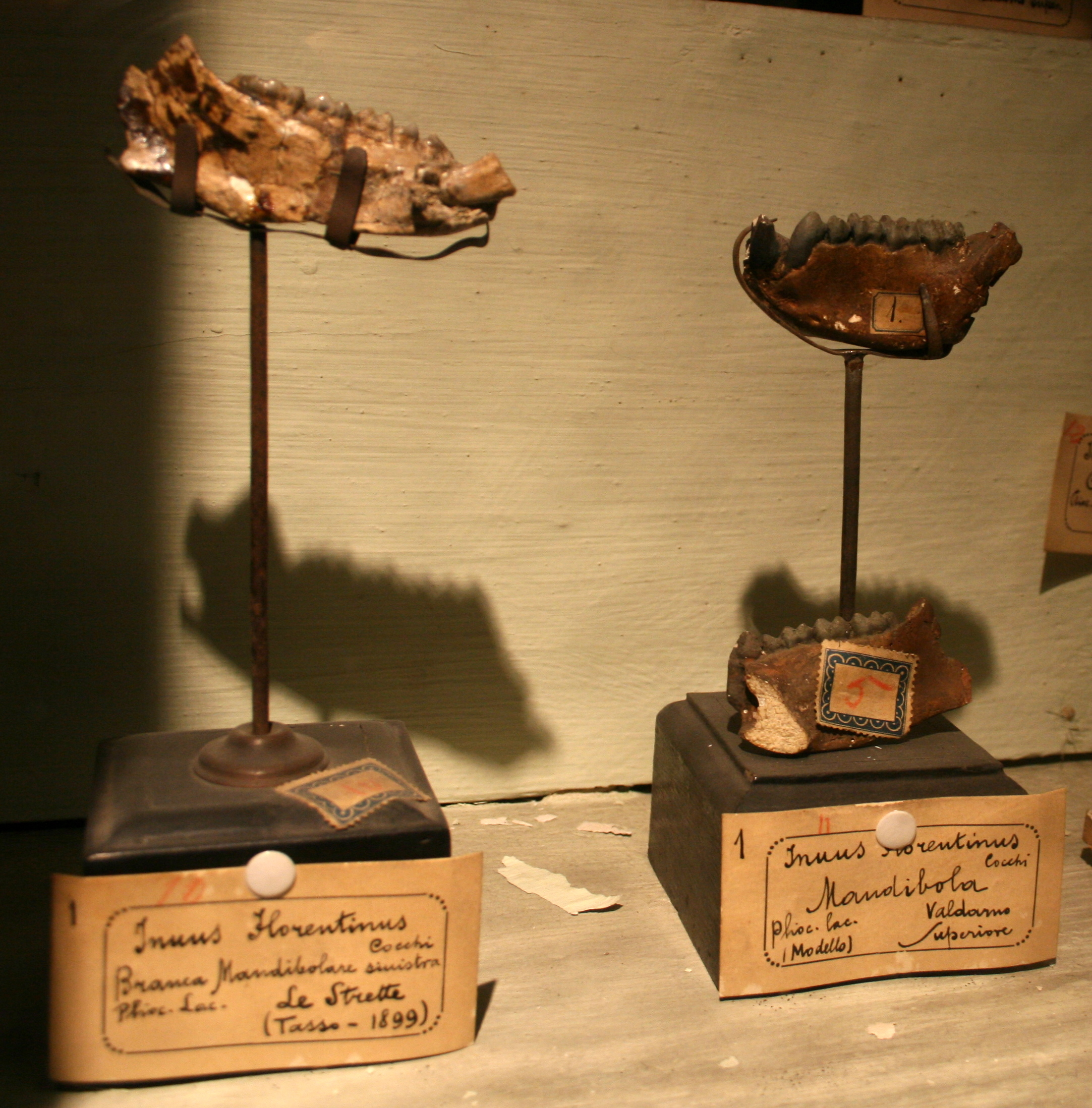
Unterkiefer von Macaca s. florentina in einem italienischen Museum

Schriftliche Bemerkungen über den Berberaffen gibt es schon in der Antike durch Ägypter, Phönizier, Etrusker und Griechen (u. a. durch Aristoteles). Conrad Gessner erwähnte die Art 1551 im ersten Band seiner Historia animalium (de Quadrupedibus viviparis). Der schwedische Naturwissenschaftler Carl von Linné, der mit der binären Nomenklatur die Grundlagen der modernen botanischen und zoologischen Taxonomie schuf, benannte die Art 1758 in seiner Systema Naturæ unter dem Namen Simia sylvanus und gilt damit als Autor der Erstbeschreibung. Der Berberaffe zweigte als erste Art von der Hauptentwicklungslinie der Makaken ab und ist damit die basale Schwesterart aller asiatischer Arten. Innerhalb der Art werden keine rezenten Unterarten unterschieden. Einige im Pliozän in Europa vorkommenden Makakenformen werden dagegen von einigen Autoren als Unterarten von Macaca sylvanus klassifiziert. Dabei handelt es sich um Macaca sylvanus florentina (spätes Pliozän, Süd- und Mitteleuropa), M. s. prisca (mittleres Pliozän, Süd- und Mitteleuropa) und M. s. major (spätes Pliozän, Sardinien).

## Berberaffen und Menschen

### Nordafrika
In Nordafrika gibt es nach einer Schätzung aus dem Jahr 2013 weniger als 7000 Tiere; der Bestand geht aufgrund der Zerstörung ihres Lebensraumes weiter zurück. In Libyen und Ägypten sind sie schon um 1800 ausgerottet worden, heute leben rund 70 % aller Berberaffen in Marokko. Die IUCN listet sie als „stark gefährdet“ (endangered).

### Gibraltar

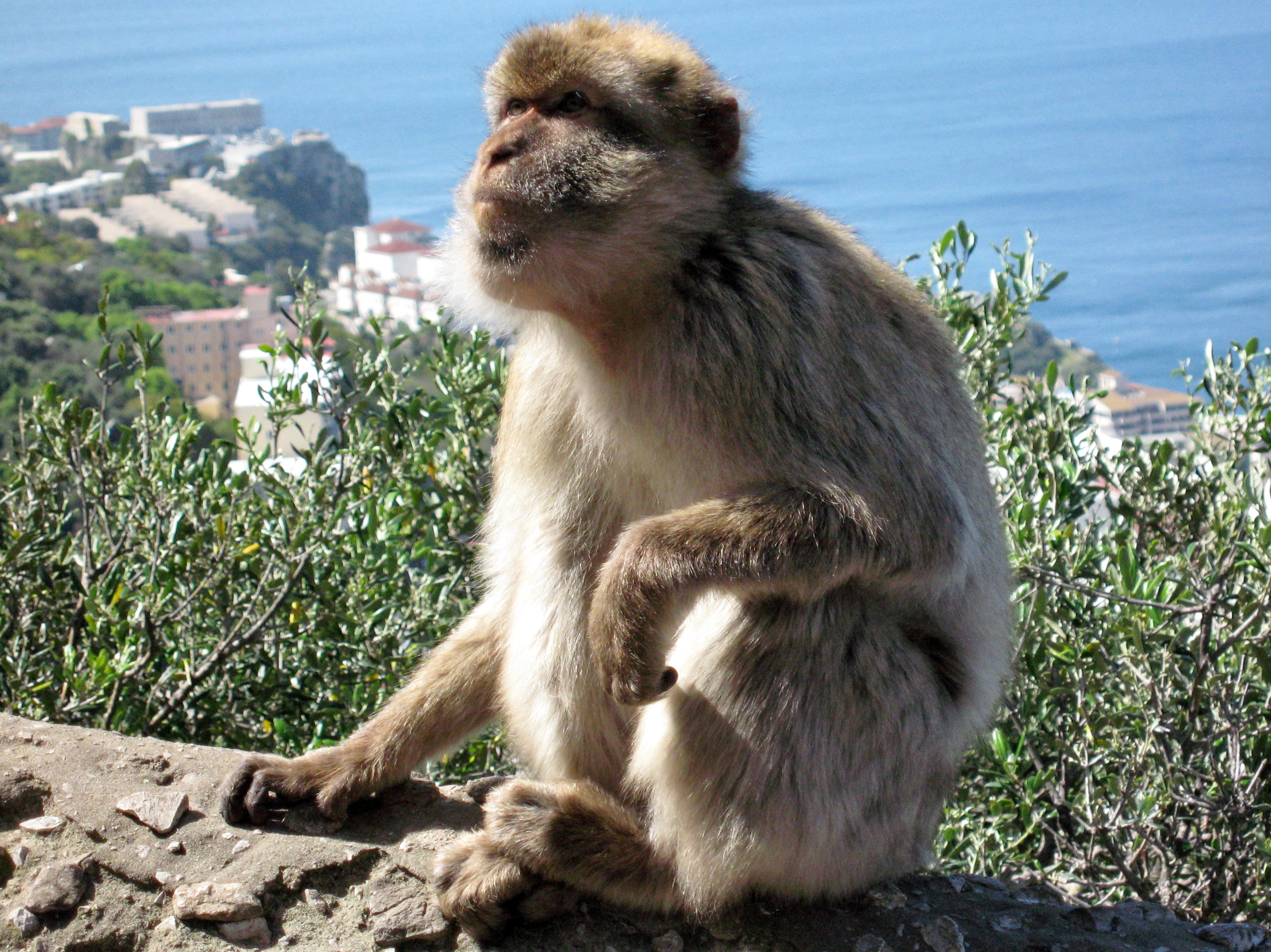
Berberaffe in Gibraltar

Obwohl Fossilienfunde darauf schließen lassen, dass die iberische Halbinsel in vorgeschichtlicher Zeit von Berberaffen besiedelt war, geht die heutige Population auf dem Felsen von Gibraltar mit hoher Wahrscheinlichkeit auf den Einfluss des Menschen und dessen Reiseverhalten zurück. Denkbar ist eine Einführung während der arabischen Herrschaft in Südspanien zwischen 711 und 1492; die ersten schriftlichen Berichte stammen aus dem Jahr 1704. Da einer Legende zufolge Gibraltar solange in britischer Hand bleibt, solange dort Berberaffen leben und der Bestand 1942 auf wenige Tiere gesunken war, ließ Winston Churchill einige Tiere aus Marokko auf der Halbinsel aussetzen. Genetische Untersuchungen brachten das Ergebnis, dass die derzeitige Population auf zwei Wurzeln zurückzuführen ist, eine algerische und eine marokkanische. Heute leben in Gibraltar rund 240 Tiere.

### Freigehege in Europa

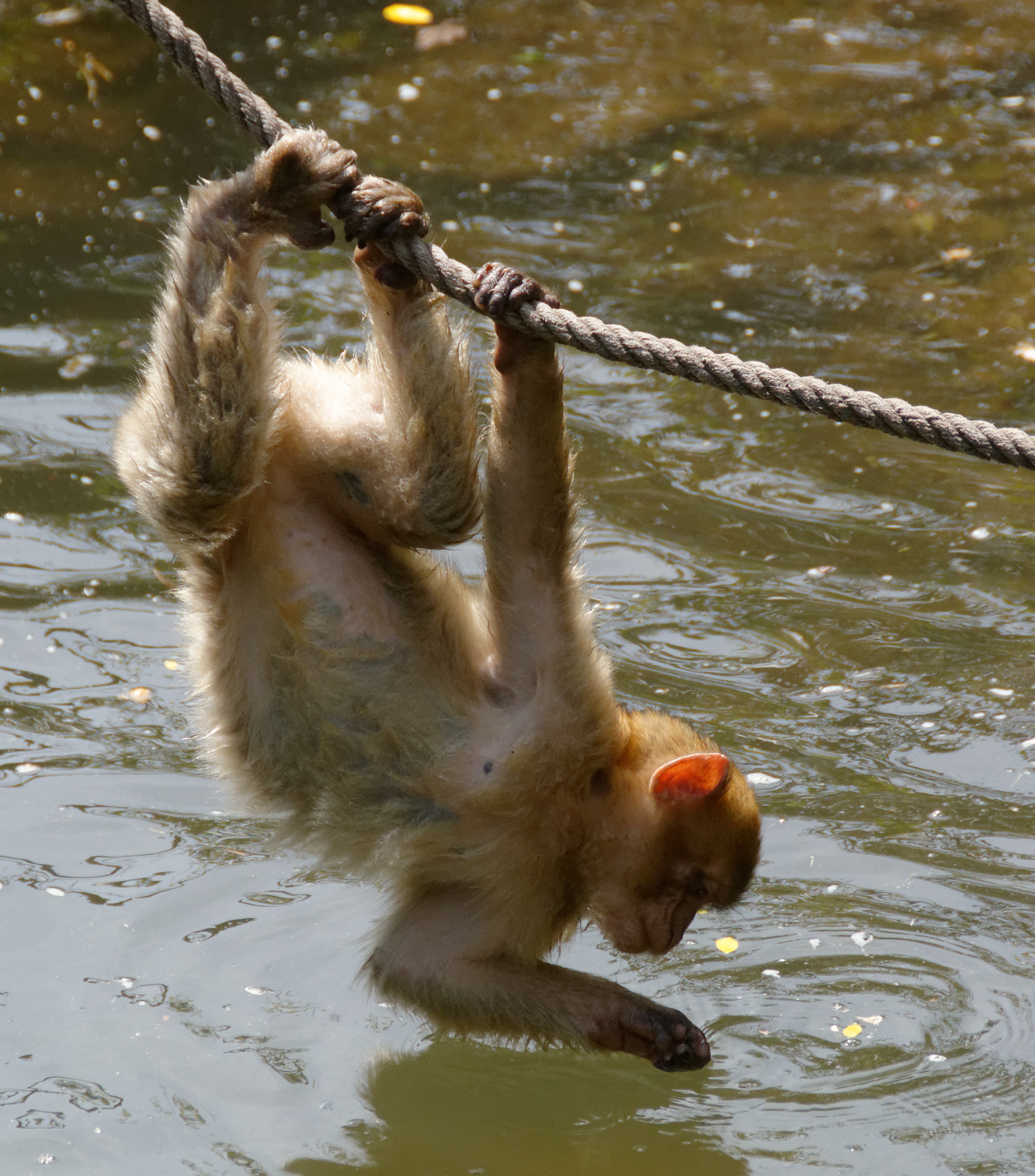
Berberaffe an einer Wasserstelle im Freigehege La Montagne des Singes

1969 wurde der Tierpark La Montagne des Singes in der Gemeinde Kintzheim in der Region Elsass in Frankreich als Attraktion für Touristen eröffnet. Die Berberaffen adaptierten sich im dortigen Klima schnell und die vielen Geburten sorgten dafür, dass bald weitere Freigehege nach demselben Konzept angelegt werden konnten, von denen jedes etwa 150 bis 250 Tiere beherbergt:
- Im Jahr 1974 war der erste Ableger La Forêt des Singes bei Rocamadour, im französischen Département Lot in der Region Midi-Pyrénées.[10]
- 1976 folgte der Affenberg Salem im Bodenseekreis, Deutschland.
- 2005 wurde der Trentham Monkey Forest, auf dem Trentham Estate in Staffordshire,  England, zwischen Liverpool und Manchester, eröffnet, wobei 150 Tiere aus Kintzheim und Salem die Anfangspopulation bildeten.[11]
- zahlreiche weitere Affengehege nach gleichem Vorbild gibt es als Einzelattraktionen oder Teil von Zoos in ganz Europa

Die mehrmonatige Winterpause (etwa Mitte November bis Mitte März) ist besucherfrei und dient als Paarungszeit.